# Deir al-Muharraq
Deir al-Muharraq (àrab: دير المحرق, Dayr al-Muḥarraq, literalment ‘el Monestir Cremat’, perquè fou cremat diverses vegades al llarg dels segles) és un monestir copte situat a uns 7 km de la ciutat d'Al-Qusiya, a la vora del desert.
El seu nom deriva principalment del paisatge del seu entorn. Té uns murs de protecció. El terraplè està negre per una conflagració que va passar en l'última dècada del segle xx, durant la peregrinació de la Verge.
Els creients diuen que al santuari de la cova, al lloc de l'església de l'ungit (Al-Azraq) és on va viure la sagrada família quant va passar per la regió i hi va romandre sis mesos i deu dies, i que l'església és de les més antigues del món i ja fou anunciada a l'Antic Testament («un altar al senyor al mig de les terres d'Egipte», Isaïes 19:19-21), i parlen de molts miracles produïts allí. La icona de la verge i el fill hauria estat pintat per Sant Lluc. El monestir també és esmentat com el lloc on l'àngel del senyor es va aparèixer a Josep i li va dir que se n'anés a Israel. Els coptes l'anomenen el segon Belem.
Sant Pakomios va ser el fundador del monestir suposadament entorn de l'església de la verge, vers el segle iv. Des del segle xiii es troben informacions sobre el pelegrinatges anyals, cosa que ja es feia des molt abans. Al-Marqizi (segle xvi) l'esmenta entre la llista de monestirs coptes.
A l'interior del monestir hi ha cinc esglésies dedicades a la Verge Maria o Al-Adra, suposadament del segle I; a Sant Jordi o Mar Girgis, del 1880, construïda sobre una d'anterior; a l'arcàngel Miguel, restaurada pel patriarca Gabriel d'Alexandria a mitjan segle XVI; i dues mes. Ésservit per un centenar de monjos. Té, a més, una important biblioteca dividida en diverses seccions (la primera amb obres dels segles xix i xx sobre ciència, religió, i altres temes, amb llibres en copte, grec, àrab, anglès i amhàric; la segona és la dels manuscrits coptes i àrabs, els més antics dels quals són del segle xiii).
La peregrinació anyal es fa entre el 18 i el 28 de juny.